# Вертоліт-амфібія

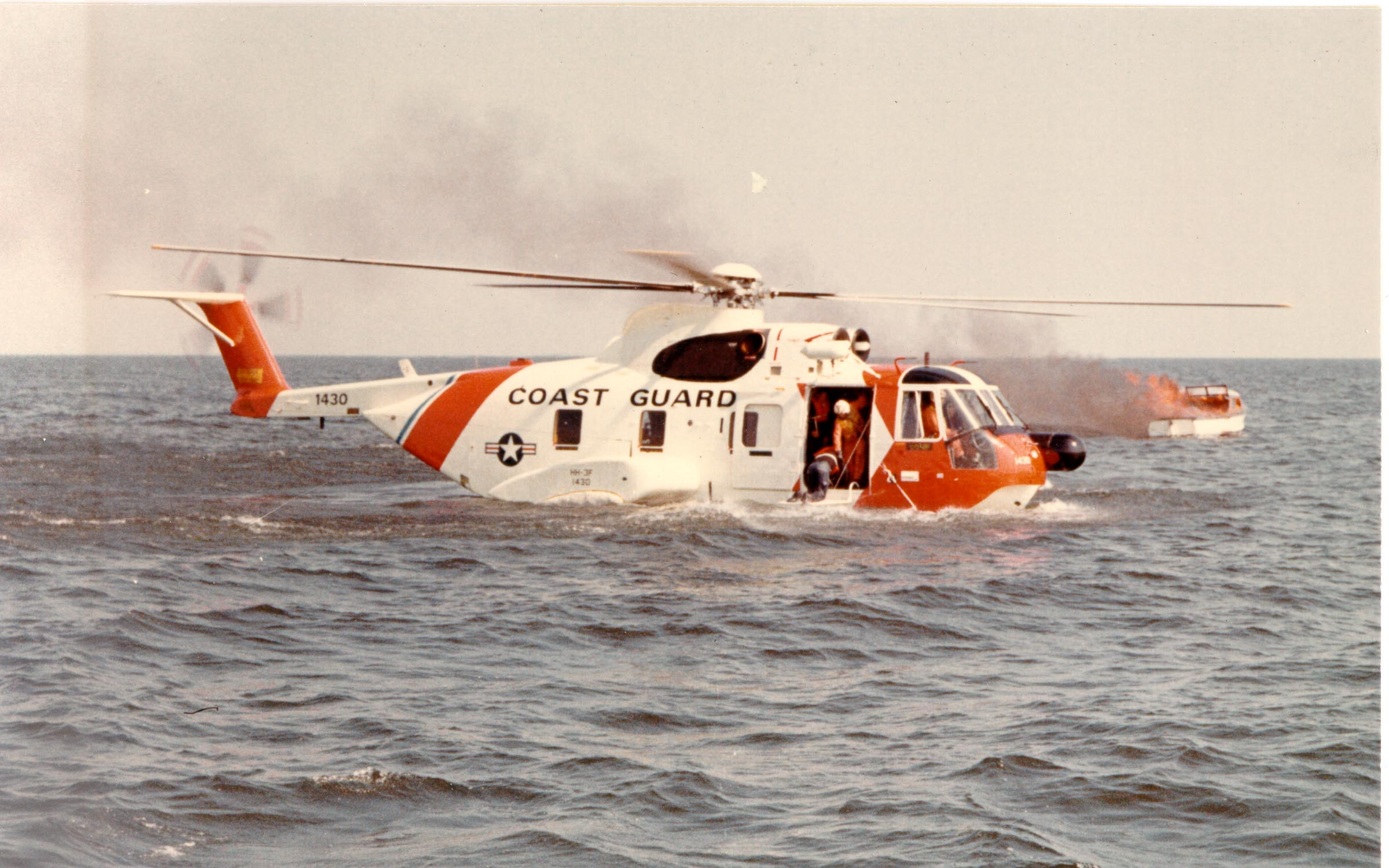
Вертоліт HH-3F Pelican берегової охорони США на воді біля палаючого човна.

Вертоліт-амфібія — вертоліт, який може сідати як на землю, так і на водну поверхню. Призначений для проведення різних видів робіт, найчастіше рятувальних. Може мати як суцільний водонепроникний корпус, як у літаючого човна, так і бути обладнаний поплавцями, як гідролітак.

## Розробка
Вертольоти брали активну участь у повітряно-морських рятувальних операціях з моменту їх появи в 1940-х. Вертольоти можуть літати при несприятливих погодних умовах, ніж літаки, і можуть доставляти постраждалих безпосередньо у шпиталі або інші пункти надання першої допомоги. Вертоліт-амфібія вперше з'явився в 1941 році, і можливість посадки на водну поверхню незабаром довела свою спроможність. Звичайні вертольоти повинні були парити над місцем аварії на воді і використовувати таль, але вертольоти-амфібії були здатні здійснювати посадку на поверхню води, щоб впливати на хід рятувальної операції більш безпосередньо.

## Поява поплавкових вертольотів
У 1941 році Сікорським був вперше оснащений поплавками вертоліт Vought-Sikorsky 300. У 1940-х і 1950-х роках ними також були оснащені деякі інші моделі вертольотів, такі як Bell 47 , Bell 48, R-4 і R-6. Поплавці у таких вертольотів можуть бути заповнені повітрям або використовуватися для зберігання палива. У 1949 році фірма Сікорського випустила H-5Н, який може бути оснащений і шасі і поплавками одночасно. Пізніше поплавковое шасі з'явилося і на багатьох інших типах вертольотів, іноді навіть тих які не проектувалися спочатку як амфібії, наприклад такі як Ка-15 і Ка-18.

## Вертольоти з суцільним корпусом

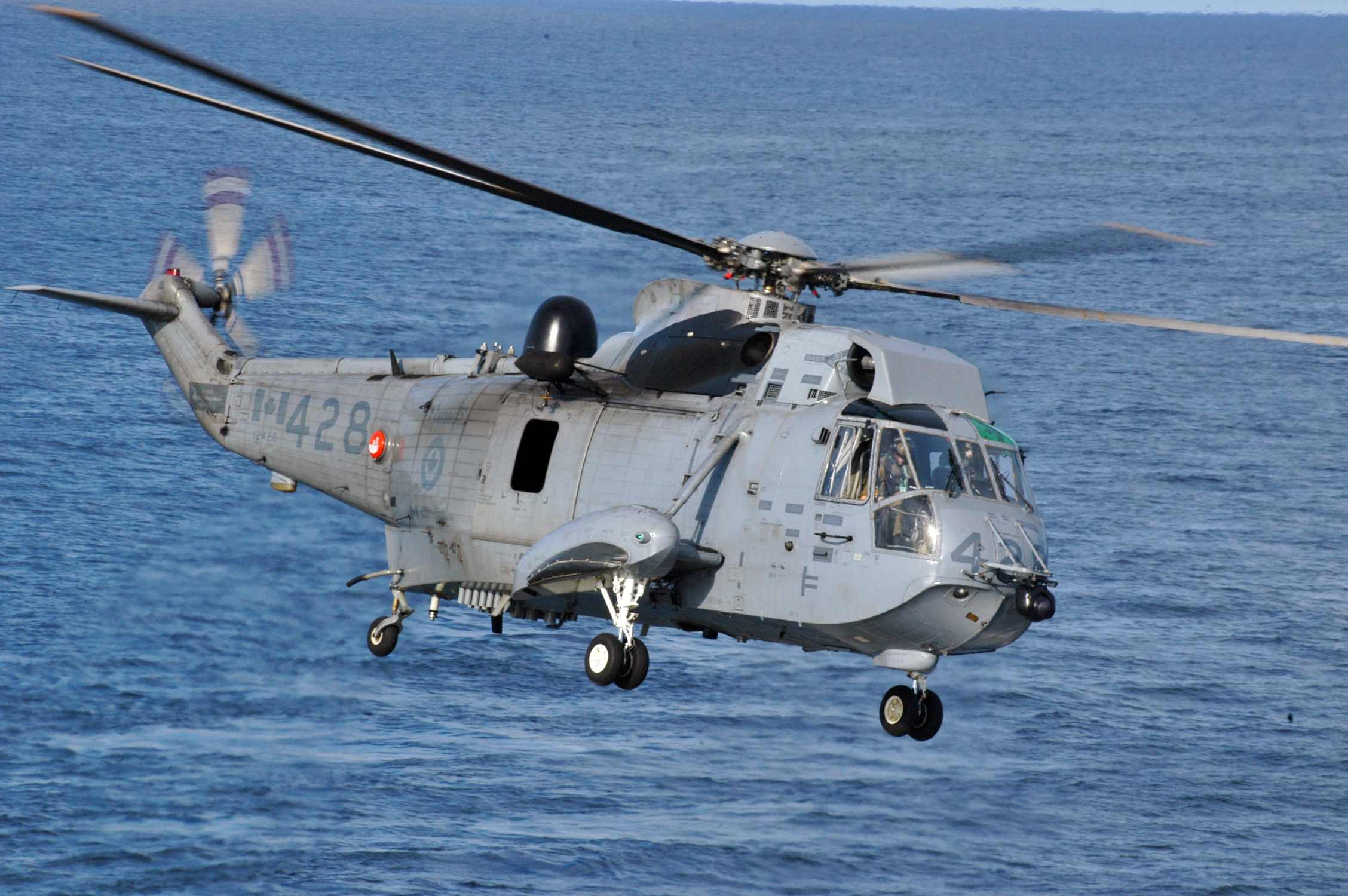
CH-124 Sea King канадських ЗС. На фото видно корпус, спонсони і шасі.

Sikorsky S-62 Seaguard був першим вертольотом-амфібією із суцільним, як у літаючого човна корпусом. Перший прототип піднявся у повітря в 1958 році. У 1959 році Сікорський представив прототипи вертольотів S61 і S62 для ВМС США, призначені для протичовнової оборони.
Подібні вертольоти почали масово застосовуватися з 1960-х. Їх використання обіцяло певні переваги, такі як вони менше залежали від плавців-рятувальників при проведенні рятувальних операцій. Тим не менш, через свою високу вартість вони були в основному поступово витіснені іншими типами вертольотів. Берегова охорона США відмовилася від них у 1994 році. Тим не менш, деякі галузі досі виявляють до них певний інтерес, так, в Росії планують відновити виробництво єдиного серійного радянського вертольота-амфібії з суцільним корпусом Мі-14(ПС) після 30-річної перерви в їх виробництві.

## Можливості знаходження у воді інших типів вертольотів

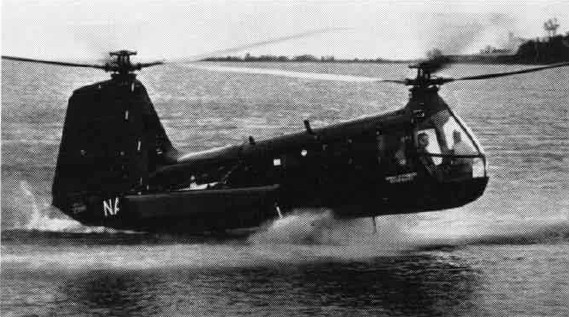
Приводнення Vertol HUP Retriever

Деякі вертольоти можуть перебувати на воді обмежений час, наприклад, для Boeing CH-46 Sea Knight він становить до двох годин у спокійній воді.

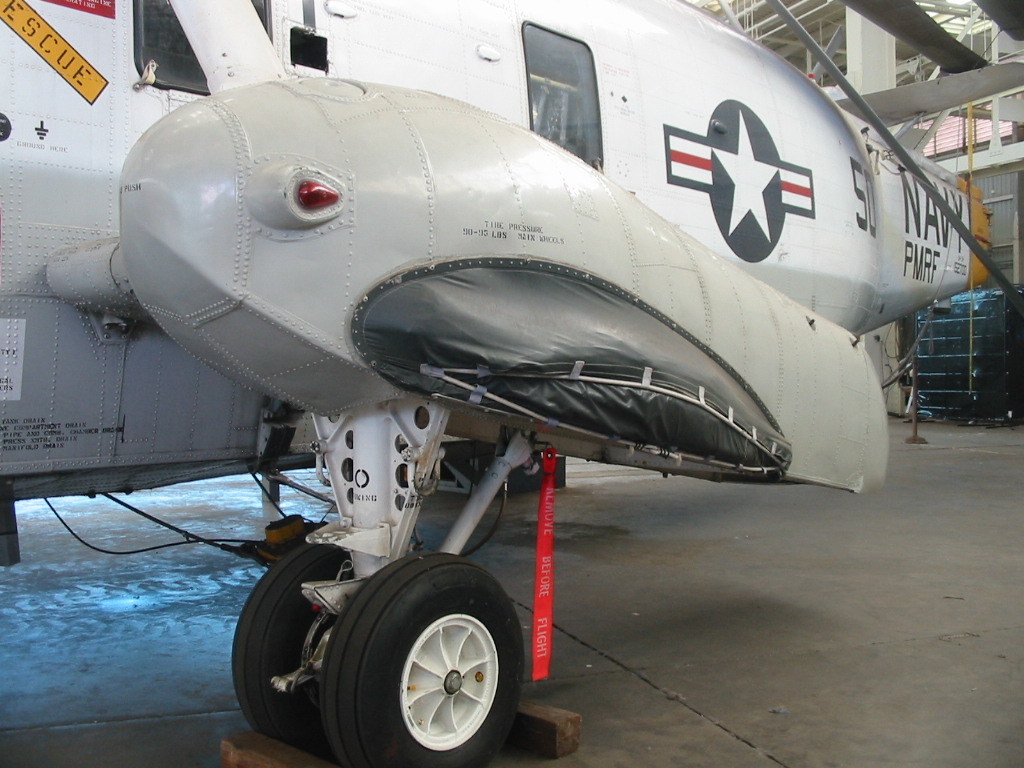
S-61 з аварійним підвісним надувним поплавцем для збільшення плавучості

CH-47 Chinook розроблено досить водонепроникним, щоб дозволити йому сідати на воду протягом короткого часу. Плавучість була збільшена з герметичними відсіками всередині спонсонів, які розташовані вздовж кожної сторони фюзеляжу. Для тривалого перебування у воді можлива заводська модернізація для підвищення його водостійкості. CH-53 Sea Stallion, вперше представлений в 1966 році, також обмежено здатний до приводнення.
У разі аварійного приводнення на воду можливість утримуватися на воді часто демонструють і деякі інші вертольоти, такі, наприклад, як Aérospatiale AS.332 Super Puma при вимушеній посадці в океан.

## Цікаві факти
На подібних вертольотах при необхідності перевозиться президент США.

## Приклади амфібій
- Aérospatiale Super Frelon

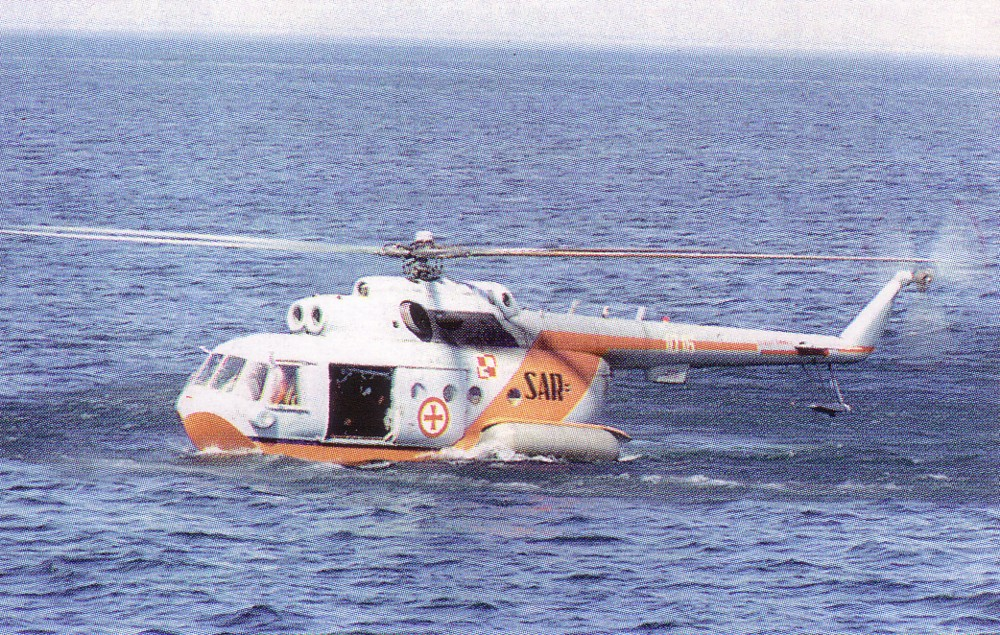
Польський Мі-14

  - Changhe Z-8 китайський варіант Super Frelon
- Мі-14ПЛ
- Sikorsky S-62/HH-52A Seaguard
- Sikorsky SH-3 Sea King
- Sikorsky S-61, Sikorsky S-61R
  - Sikorsky CH-124 Sea King — канадський варіант вертольота S-61
- Westland Sea King